# Ajakosvirágúak
Az ajakosvirágúak vagy árvacsalán-virágúak (Lamiales) a zárvatermők, azon belül a valódi kétszikűek egy rendje. Monofiletikusságát a molekuláris elemzések egyértelműen igazolják. A csoportba több mint 11 000 faj tartozik, 21 családba sorolva.

## Jellemzők
Leveleik többnyire átellenesek. A virágok többnyire zigomorfak, a csészelevelek forrtak. A magház felső állású, melyben a magkezdemények száma jellemzően négy. A termés két termőlevélből fejlődő tok-, csontár- vagy makkocskatermés. A porzók száma 2-5, ennél sohasem több, néha kevesebb. Az endospermiumban hausztórium található. Mirigyszőreiben a nyél egysejtsoros, a fejrész két vagy több sejtből áll.
Kémiailag jellemzők rá a keményítőt helyettesítő oligoszacharidok, valamint a flavonoidok.

## Rendszerezés

### APG
Az APG-rendszer a következő családokat helyezte el a rendben:
- Acanthaceae
- Avicenniaceae
- Bignoniaceae
- Buddlejaceae
- Byblidaceae
- Cyclocheilaceae
- Gesneriaceae
- Lamiaceae
- Lentibulariaceae
- Martyniaceae
- Myoporaceae
- Oleaceae
- Paulowniaceae
- Pedaliaceae
- Phrymaceae
- Plantaginaceae
- Plocospermataceae
- Schlegeliaceae
- Scrophulariaceae
- Stilbaceae
- Tetrachondraceae
- Verbenaceae

### APG II
Az APG II-rendszer néhány családot beolvasztott más családokba:
- Avicennaceae → Acanthaceae
- Buddlejaceae → Scrophulariaceae
- Cyclocheilaceae → Orobanchaceae
- Myoporaceae → Scrophulariaceae

Néhány új család is került a rendbe:
- Calceolariaceae
- Carlemanniaceae
- Orobanchaceae

### APG III
Az APG III-rendszerben a következő változások történtek:
Családok új leírással:
- Acanthaceae
- Plantaginaceae

Újonnan idekerült családok:
- Linderniaceae
- Thomandersiaceae

Az APG-osztályozások az borágófélék (Boraginaceae) családját bizonytalan besorolású családként tartják számon, mely nem része a Lamiales rendnek.